# آنکازوبه
آنکازوبه (به لاتین: Ankazobe) یک منطقهٔ مسکونی در ماداگاسکار است که در آنکازوبه واقع شده‌است.